# Maurice Mariaud
Maurice Mariaud (Marsiglia, 1º luglio 1875 – Parigi, 1958) è stato un attore, regista e scrittore francese.

## Biografia
Mariaud appartiene alla generazione di quelli che avevano imparato il mestiere del cinematografo da alcuni pionieri della pellicola. Una delle opere più famose che realizzò nel suo paese prima di andare in Portogallo fu definita una pellicola sconosciuta e bianca, in cui si racconta l'esistenza coraggiosa di un esploratore perso nell'artico dei geli polari. Lavorò con attori molto conosciuti di quel periodo, e in due dei suoi film con Jean Epstein, per esempio in La Goute de Sang.
Iniziò la sua attività dopo la fondazione dei fratelli Charles e Emile Pathé e di Léon Gaumont (due dei più importanti produttori francesi), nell'inizio degli anni venti del secolo scorso, le società concorrenti Pathé e Gaumont.
Mariaud fu contattato dal portoghese Raul de Caldevilla per realizzare un film in Portogallo. Giunto nella regione, Mariaud realizzò vari film per la Caldevilla Film e per altri produttori.
Il primo film che fece in Portogallo fu Os Faroleiros (1923), una delle sue opere più riuscite, che Pathé distribuì annunciando: «È un biglietto da visita premurosamente litografato che lanceremo nel mercato internazionale». Il suo secondo film, realizzato per la Cadevilla Film, nello stesso anno, fu As Pupilas do Senhor Reitor (Le pupille del signor rettore), meno conosciuta. Prima di tornare in Francia, realizzò O Fado (Il Destino ), che ebbe un buon successo nel cinema Olympia, accompagnato dalla chitarra dei professori António Mouzon ed Ernesto Lima. 
Mariaud tornò in Portogallo nel 1931 per dirigere un film su di una cigana (donna che pratica la magia cigana) che facendo il bagno nuda in un fiume diventa la modella e sorgente di ispirazione per un pittore imprudente. La pellicola è stata persa.

## Filmografia

### Attore
- 1911 Le Trésor / Le Bas de laine (Francia)
- 1912 La Flétrissure, La Gloire et la douleur de Ludwig van Beethoven
- 1913 Le Guet-apens nella parte di Raybard, Frères ennemis,
- Un scandale au village, regia di Louis Feuillade e Maurice Mariaud (1913)
- La Mort de Lucrèce, regia di Louis Feuillade (1913)
- 1916 Le Crépuscule du coeur / The Twilight of the Heart (USA, titolo internazionale)
- 1917 Le Nocturne à la poupée nella parte di Maurice d'Orvilly
- 1918 L'Âme de Pierre
- 1919 Quand la raison s'en va
- 1920 L'Étau
- 1922 Os Faroleiros / O Faroleiro da Torre do Bugio (Portogallo) e La Terre du diable
- 1929 Le Secret du cargo e L'Énigme du poignard (Francia)

### Regista
- 1912 Okoma
- Un scandale au village, co-regia Louis Feuillade (1913)
- 1913 Le Musicien (Il musicista), Le Baiser rouge (Il bacio rosso) e L'Aveugle (Il cieco)
- 1914 Prince en exil (Principe in esilio), Le Petit clairon (La piccola tromba ), La Peste noire (La peste nera), Les Donataires (I Donatori), La Main de l'autre (La mano dell'altra), Cléopâtre (Cleopatra)
- 1916 Nemrod et cie (Nemrod e co.) e Le Roi de l'étain (Il re dello stagno)
- 1917 Les Mouettes (I gabbiani), Le Nocturne à la poupée (Il notturno alla bambola) e  La Danceuse Volée (Il danzatore volante)
- 1918 La Calomnie
- 1920 L'Etau (L'Estate) e Tristano e Isotta
- 1921 L'Idole Brisé (L'idolo rotto),  L'Homme de la Poupée (L'uomo della bambola) e L'Aventurier (L'avventuriero)
- 1923 Os Faroleiros, As Pupilas do Senhor Reitor (Le pupille del sig. Reitor) e O Fado (Il Destino)
- 1924 L'Aventurier (L'avventuriero) e La Goutte de sang (La goccia di sangue)
- As Pupilas do Senhor Reitor (1924)
- 1925 Mon Oncle (Mio zio)
- 1929 Le secret du Cargo (I segreti del cargo)
- 1931 Nua (Nuda)

### Scrittore
- 1917 Les Mouettes e Le Nocturne à la poupée
- 1922 Os Faroleiros / O Faroleiro da Torre do Bugio (Portogallo)
- 1925 Mon oncle, storia e sceneggiatura
- 1929 Le Secret du cargo / L' Énigme du poignard (Francia)